# Сражение при Дьёре (1849)
Сражение при Дьёре (венг. Győri csata) произошло 28 июня 1849 во время летней кампании Войны за независимость Венгрии. Венгерский гарнизон Дьёра под командованием генерала Эрнё Пёлтенберга в течение дня выдерживал атаки превосходящих сил австрийской армии фельдцейхмейстера Юлия Якоба фон Гайнау, а затем отступил в сторону Комарома.

Карта-схема сражения. Ситуация в два часа дня

После победы в битве при Переде Гайнау решил придерживаться своего первоначального плана продвижения по правому берегу Дуная к венгерским столицам и с 22 по 26 июня, не замеченный венгерскими войсками, перебросил основную часть своей армии (III и IV корпуса) на южный берег Дуная. К его армии прибыл император Австрии Франц Иосиф I.
26 июня имперские войска начали наступление, 27 июня они отделили дивизию Кмети (4530 солдат и 15 орудий) от венгерского VII корпуса Пёлтенберга. Кмети, вступив в бой с австрийской бригадой Герстнера при Ихасе, проиграл его и отступил к Папе. В результате чего левый фланг Пёлтенберга оказался незащищенным.
Имперские войска подошли к Дьёру и окружили позиции VII корпуса с намерением нанести концентрический удар на следующий день. Против 69 350 австрийских солдат было 17 480 венгров. 
Целью Пёлтенберга было продержаться до прибытия подкрепления. Дьёр можно было успешно удерживать только до тех пор, пока позиции вокруг Менфё и Чанака к югу от города оставался в руках венгров, в противном случае их силы в городе в любое время могли быть изолированы от линий снабжения. 
Утром 28 июня завязались бои на подступах к городу. Передовые укрепления (флеши) к западу от Дьёра были слишком велики для VII корпуса, поэтому Пёлтенберг после непродолжительного боя отказался от первой линии обороны у моста через Рабчу возле Абда и отступил на вторую линию (земляной вал) у венского предместья. В это время австрийский III корпус, наступавший южнее Дьёра, завязал бои возле Менфё с дивизией Липтая и к двум часам дня выбил его в сторону Сабадхедя.
В 13:30 генерал-лейтенант Шлик принял командование над атакующими войсками, сосредоточил 42 орудий и приказал им в течение двух часов вести огонь по венгерским позициям, а затем приказал двум корпусам (I и IV) атаковать венское (западное) предместье. Венгры выдержали удар и даже контратаковали своей кавалерией
Но на участке между Рабкой и Малым Дунаем бригада Бьянки прорвала укрепления у леса Факанош и вошла в пригород Дьёра Сигет. Она форсировали Рабку и атаковали с тыла венгерские войска. В то же время бригада Рейшаха, наступавшая за Малым Дунаем с севера, заняла пригород Ревфалу. 
Главнокомандующий Артур Гёргей, прибывший в середине дня из своей штаб-квартиры в Тате к Дьёру и затем узнавший, что дивизия Липтая отступила от Менфё к Сабадхедю, понял, что продолжение обороны грозит полным окружением, поэтому в 16:30 отдал приказ Пёльтенбергу отступить из Дьёра. В то же самое время он приказал Липтаю уйти из Сабадхедя в Хечепусту.
Около шести часов вечера бригада Бенедека во главе с императором Францем Иосифом I без боя вошла в город.
Войска Пёлтенберга покинули свои позиции и отступили на восток. 28 июня VII корпус достиг Гёнью и соединился с VIII корпусом генерала Клапки. Затем до рассвета 29 июня оба корпуса покинули лагеря в Гёнью и Сент-Яноспуште и отступили в Ач, к Комарому, где 30 июня заняли укрепления. 
После победы при Дьёре дорога на венгерскую столицу была открыта для главной имперской армии; последним препятствием оставалась только венгерская Дунайская армия, базировавшаяся на крепость Комаром.